# NGC 4807
NGC 4807 é uma galáxia elíptica (E/SB0) localizada na direcção da constelação de Coma Berenices. Possui uma declinação de +27° 31' 16" e uma ascensão recta de 12 horas, 55 minutos e 29,3 segundos.
A galáxia NGC 4807 foi descoberta em 23 de Abril de 1865 por Heinrich Louis d'Arrest.